# Дунеря
Дунеря (рум. Dunărea) — село у повіті Констанца в Румунії. Входить до складу комуни Сеймень.
Село розташоване на відстані 160 км на схід від Бухареста, 50 км на північний захід від Констанци, 109 км на південь від Галаца.

## Населення
За даними перепису населення 2002 року у селі проживали 787 осіб, з них 785 осіб (99,7%) румунів. Рідною мовою 785 осіб (99,7%) назвали румунську.